# Сабвеј (студио)
Subway (транскр.  Сабвеј) мађарски је студио који се бави музичком делатношћу, снимањем звучних ефеката за видео-игре и синхронизацијом реклама и цртаних филмова и серија на мађарски и српски језик.

## Сарадња

### ТВ канали
- Cesar film
- RTL Klub
- TV 2
- Viasat 3

## Синхронизација на српски
је радио телевизијске синхронизације искључиво за Minimax, у периоду 2006-2007.
Списак:
- Артур (1–8. сезоне)
- Маја и Мигел
- Мали меда
- Овчица Бланш
- Томас, парна локомотива